# 第134次IOC総会
第134次IOC総会は、2019年6月24日にスイスのローザンヌで開催されたIOC総会である。

## 開催候補地
イタリアのミラノは、第134回IOC総会の開催地として唯一の立候補地であり、2017年の9月にペルーのリマで開催された第131回IOC総会で満場一致で開催地に選出された 。しかし、2018年にコルティーナ・ダンペッツォとともにミラノが2026年冬季オリンピックの開催地に立候補したことにより オリンピック憲章ではオリンピックへの開催立候補地がある国でIOC総会を開催することが認められていない為、IOC総会はローザンヌにある スイス技術会議センターで開催されることになった。

## 2026年冬季オリンピック開催地選挙
2026年冬季オリンピックの開催地が選出された。立候補は2018年までにIOCに提出された。
| ミラノ・コルチナ・ダンペッツォ | イタリア     | 47 |
| ストックホルム–オーレ          | スウェーデン | 34 |

## 新IOC本部落成式
IOCは、オリンピックデーの期間中の6月23日、スイス・ローザンヌに新本部を開設した。なお、この日は、IOC設立125周年記念日である。

## 新しいIOC委員
10人の新しいIOC委員が選出された
- Odette Assembe-Engoulou - カメルーン
- Filomena Fortes - カーボベルデオリンピック委員会委員長
- Matlohang Moiloa-Ramoqopo - レソトオリンピック委員会委員長
- Tidjane Thiam
- ラウラ・チンチージャ
- エリック・トヒル - インドネシアオリンピック委員会委員長
- Spyros Capralos - ギリシャオリンピック委員会委員長
- Mustapha Berraf - アルジェリアオリンピック委員会委員長兼アフリカ国内オリンピック委員会連合委員長
- Narinder Dhruv Batra - インドオリンピック委員会
- Kee Heung Lee - 大韓体育会委員長